# كومرون تورسنوف
‌كومرون تورسنوف (بالفارسية: ‌ کامران تورسونوف)، (من مواليد 24 أبريل 1996) هو لاعب كرة قدم طاجيكي يلعب في الدوري الهندي للمحترفين.

## مباريات دولية
إحصائيات دقيقة اعتبارًا من المباراة التي أجريت في 1 يونيو 2022.
| منتخب طاجيكستان | منتخب طاجيكستان | منتخب طاجيكستان |
| سنة             | التمريرات       | الأهداف         |
| --------------- | --------------- | --------------- |
| 2018            | 7               | 2               |
| 2019            | 7               | 2               |
| 2020            | 3               | 1               |
| 2021            | 5               | 1               |
| 2022            | 1               | 0               |
| المجموع         | 23              | 6               |

## روابط خارجية
- كومرون تورسنوف على موقع قاعدة بيانات كرة القدم.إي يو (الإنجليزية)
- كومرون تورسنوف على موقع ناشيونال فوتبول تيمز (الإنجليزية)
- كومرون تورسنوف على موقع Soccerway.com (الإنجليزية)